# Шешунов, Игорь Вячеславович
Игорь Вячеславович Шешунов (1960—2017) — ректор Кировского государственного медицинского университета (КГМУ), заслуженный работник высшей школы РФ, доктор медицинских наук, профессор.
Родился 16 марта 1960 года в городе Новокуйбышевске Куйбышевской области.
Окончил среднюю школу № 3 (1977), один курс химико-технологического факультета Куйбышевского политехнического института (1977—1978), Куйбышевский медицинский институт, лечебно-профилактический факультет (1978—1984), очную аспирантуру (1991—1994).
В 1984—1991 работал клиническим ординатором кафедры социальной гигиены и организации здравоохранения, заместителем главного врача городской поликлиники,
С 1994 г. ассистент, старший преподаватель, доцент кафедры социальной медицины и организации здравоохранения КМИ.
В 1995 году защитил кандидатскую, в 2001 году — докторскую диссертацию. С 1999 года — заведующий кафедрой общественного здоровья и здравоохранения Института последипломного образования (ИПО) Самарского государственного медицинского университета.
С 1990 по 2002 год зав. подготовительным отделением, декан факультета довузовской подготовки. С 2003 года проректор по общим и социальным вопросам Самарского государственного медицинского университета.
С 16 декабря 2003 года переведён на должность первого проректора Кировской ГМА. В сентябре 2004 года избран ректором.
В 2005 году присвоено учёное звание профессора.
Умер 31 июля 2017 г. после продолжительной болезни.
Семья: жена, дочь.